# Bagre pinnimaculatus
Bagre pinnimaculatus es una especie de pez de la familia Ariidae en el orden de los Siluriformes.

## Morfología
• Los machos pueden llegar alcanzar los 95 cm de longitud total.

## Hábitat
Es un pez demersal y de clima tropical.

## Distribución geográfica
Se encuentran en Centroamérica y Sudamérica:  cuencas fluviales  pacíficas entre el Golfo de California y el Ecuador.

## Uso comercial
Se comercializa fresco, salado y secado.